# Elk Falls (Kansas)
Elk Falls é uma cidade localizada no estado americano de Kansas, no Condado de Elk.

## Demografia
Segundo o censo americano de 2000, a sua população era de 112 habitantes.
Em 2006, foi estimada uma população de 106, um decréscimo de 6 (-5.4%).

## Geografia
De acordo com o United States Census Bureau tem uma área de
2,3 km², dos quais 2,3 km² cobertos por terra e 0,0 km² cobertos por água. Elk Falls localiza-se a aproximadamente 286 m acima do nível do mar.

## Localidades na vizinhança
O diagrama seguinte representa as localidades num raio de 28 km ao redor de Elk Falls.